# Batalla de Vercelas
La batalla de Vercelas (o batalla de la planicie de Raudine), tuvo lugar en el año 101 a. C. y en ella se enfrentaron la República romana, dirigida por los cónsules Cayo Mario y Quinto Lutacio Cátulo con una gran fuerza de invasión de la tribu germánica de los cimbrios, cerca del asentamiento de Vercellae, «Vercelas», en la Galia Cisalpina. 
Los invasores fueron virtualmente aniquilados. También se ha dado gran parte del mérito de la victoria al legado de Cátulo, Lucio Cornelio Sila, quien dirigió la caballería romana y a sus aliados (socii) itálicos.

## Antecedentes
Hacia 120 a. C., la tribu de los cimbrios partió de su hogar en Jutlandia hacia el sur, uniéndoseles luego los teutones y ambrones. En 113 a. C. cruzaron el Danubio e invadieron Nórica, derrotando a los romanos, boyos y escordiscos en Noreya. Quizás la decisión, algo precipitada, de enfrentarse a una migración que estaba tan lejana de su territorio se debía al miedo que había causado la invasión de Aníbal Barca un siglo antes. En lugar de intentar atacar a los romanos en su territorio siguieron al oeste. Ocho años después estaban en la Galia y vencen nuevamente a los romanos en Arausio. En ese desastre mueren 60 000 a 80 000 romanos. Aunque Italia estaba indefensa, los germánicos migraron a Hispania, pero la situación seguía siendo crítica y de no actuar, los romanos sólo podían esperar nuevas invasiones y rebeliones en sus provincias. La élite senatorial había apostado el todo o nada, algo que fortalecía el sistema si ganaban, pero a medida que perdían se volvía más cuestionado su poder por los aterrados romanos, debilitando a la República. Por último, este camino les impedía una salida negociada con los bárbaros.
Ante el peligro, en 104 a. C. el Senado romano autorizó al general Cayo Mario realizar una serie de reformas que convirtieron al ejército de una milicia de conscriptos temporales en un ejército profesional remunerado y permanente. Entre tanto, los germánicos volvieron a la Galia y decidieron invadir Italia con apoyo de los celtas tigurinos. Se dividieron en tres hordas que cruzarían a la vez los Alpes: teutones y ambrones por el oeste, cimbrios por el centro y tigurinos por el este. Enterado de los planes enemigos, Mario decidió acabar con los teutones mientras su colega consular, Quinto Lutacio Cátulo, hacia lo propio con los cimbrios. Los germanos y sus aliados eran feroces y numerosos, con cada victoria le perdían más el miedo a la República, pero no tenían un mando unificado ni ninguna tribu era lo suficientemente poderosa como para imponer sus planes al resto y cada una veía por su cuenta. Además, no tenían claros sus objetivos salvo encontrar un nuevo hogar lo más al sur posible.

## Campaña
Mario consiguió masacrar a los teutones en Aquae Sextiae, «Aguas Sextias». Volvió a Italia y fue elegido cónsul por un inédito quinto período consecutivo mientras Cátulo pasaba a ser procónsul. Se le ofreció celebrar un triunfo por su victoria pero se negó. Le llegaron malas noticias sobre la suerte de su colega consular.

Las migraciones de los cimbrios y teutones.

Cátulo eligió el paso de Brennero para detener a los germánicos, cruzando el río Isarco. El procónsul se defendió fortificando las dos orillas del río Adigio y con un puente para comunicar ambas partes. Los cimbrios cruzaron las montañas a pesar de las nieves y los romanos, aterrados, empezaron a retirarse. El cónsul, entendiendo que sus hombres eran incapaces de presentar batalla en esos momentos, autorizó la retirada. Después de intentar pasar a nado, los invasores cruzaron el Adigio lanzando troncos en él hasta bloquearlo. Después asaltaron el fuerte en la otra orilla, pues, al retirarse el cónsul dejó una cohorte en un fuerte cerca del Adigio, pero cuando los soldados vieron a la horda germánica abandonaron la posición y siguieron a su comandante. El tribuno a cargo quiso rendirse, pero el centurión Cneo Petreyo lo asesinó y lideró a los hombres para abrirse paso entre el enemigo.
Mario marchó con su victorioso ejército hasta el río Po para unirse a Cátulo. En lugar de marchar directamente sobre Roma, los germánicos se establecieron en Venetia, tierra cálida y fértil, rica en vinos, pan y ganados. Aquilea quedaba aislada por tierra. Esto fue aprovechado por Mario para acercárseles. Pero los invasores se negaban a presentar batalla, esperando la llegada de los teutones. Los cimbrios enviaron una embajada pidiendo tierras para que ellos y sus aliados se establecieran, pero cuando preguntaron por los teutones Mario se rio y les contestó: «Dejaos ahora de vuestros hermanos, que ellos ya tienen tierra, y la tendrán para siempre, habiéndosela dado nosotros». Entendiendo la ironía, los embajadores prometieron venganza y Mario les dijo: «Pues están presentes y no sería razón partieseis de aquí sin haber saludado a vuestros hermanos», e hizo traer encadenados a los jefes teutones.
Poco después, según la tradición que seguían cuando podían, una comitiva con el rey cimbrio Boiorix preguntó cuándo y dónde los romanos deseaban luchar y el cónsul dijo que en tres días más en la llanura; los germánicos estuvieron de acuerdo.

## Fuerzas enfrentadas

### Germanos
Se desconoce el tamaño de la horda germánica, pero debió ser grande, aunque los historiadores romanos tienden a exagerar el tamaño de los ejércitos enemigos, por ejemplo, Plutarco señala que todas las tribus migrantes sumaban 300 000 guerreros. Diodoro Sículo menciona que los cimbrios invadieron Italia con 400 000 hombres. Estudiosos modernos han estimado en 50 000 a 70 000 guerreros para cada tribu, para un total de 200 000 personas, aunque algunos consideran esa cifra aún demasiado alta, afirmando que ni siquiera 150 000 es aceptable, tal masa de gente, carros y ganado jamás hubiera logrado cruzar el paso de Brenno. Y eso que durante la marcha, se le habían desprendido los tigurinos, marcomanos y queruscos. El historiador austriaco Karl Völkl creía que los cimbrios se debieron dividir en unas 33 unidades diferentes, con mil guerreros cada una en promedio. La estimación más baja la da Giorgio Garbolino Boot, quien cree que los cimbrios solo serían 10 000 guerreros acompañados por treinta a cuarenta millares de no combatientes.

### Romanos
Según Plutarco, Mario tenía 32 000 soldados y Cátulo 20 300. Partiendo de este dato, los historiadores modernos han hecho sus aproximaciones. Phillip Kildahl cree que el ejército combinado de ambos cónsules sumaba 10 u 11 legiones, equivalentes a 50 000 hombres, número defendido por otros estudiosos. Nic Fields estimaba que Mario contaba con 6 legiones y Cátulo con 4. Otros elevan la cifra un poco, a 55 000.

## Batalla

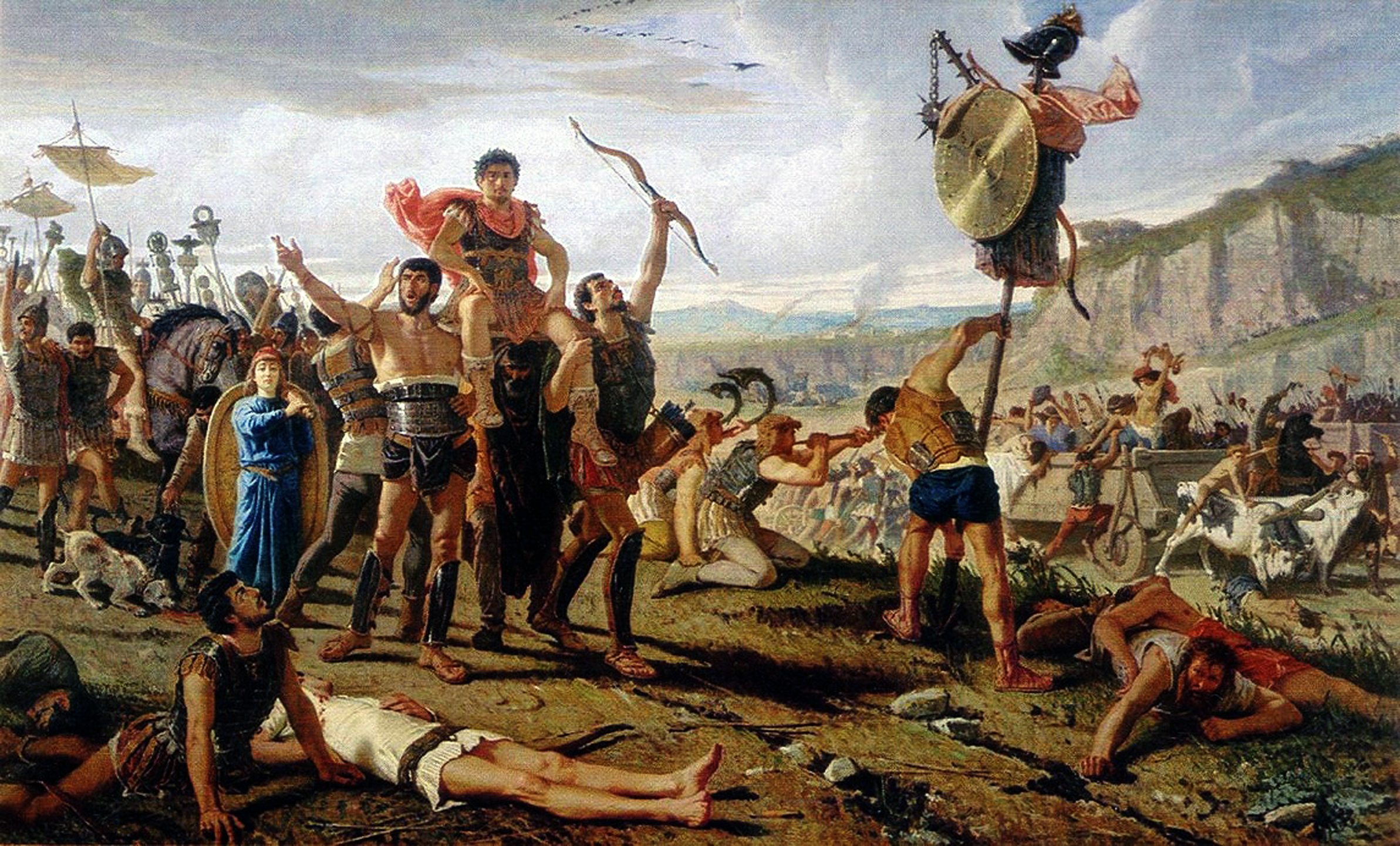
Mario, vencedor de los cimbrios, Francesco Saverio Altamura, 1863.

Al comenzar el día, la llanura elegida para el combate estaba cubierta por la niebla y el viento llevaba el polvo contra los cimbrios. Mario hizo que los legionarios pulieran sus cascos de bronce, por lo que brillaron al sol con tan intensidad que los cimbrios creyeron que el cielo estaba en llamas y su moral decayó. Esta sería la primera vez que usarían sus jabalinas (pilum) modificadas, de modo que al clavarse la punta, el resto de la parte de metal se doblaba, impidiendo al enemigo usarla en su contra.
Los ejércitos enfrentados formaron frente a frente. Los cimbrios avanzaron lentamente en formación desde sus posiciones fortificadas, formando una línea cerrada. Los legionarios de Cátulo se establecieron en el centro, mientras que los de Mario en las alas. Solo la mitad de los hombres de Cátulo eran legionarios y eran más bisoños, las dos alas tenían cada una 15 000 veteranos de la lucha contra los teutones, la izquierda a cargo de Mario y la derecha a cargo del legado de Cátulo, Lucio Cornelio Sila.
La caballería germánica inició su avance, contaba con 15 000 jinetes armados con pesadas espadas largas, dos jabalinas, escudos blancos relucientes, cotas de malla y yelmos decorados con fauces de bestias o crestas de plumas para hacerlos ver más altos. No atacó de frente, sino que intentó flanquear el ala izquierda romana para atraparla entre ellos y su infantería. El problema fue que la niebla le hizo perderse y fue atacada por sorpresa por los escuadrones enemigos. La llanura era perfecta para que los romanos utilizaran su superior caballería. Los romanos hicieron huir a la caballería germana y salieron en su persecución.
Cuando la masa de infantería germánica chocó con su contraparte romana, Mario y Cátulo hicieron plegarias a los dioses diciendo: «Mía es la victoria». Mientras los invasores atacaban a Cátulo, una tormenta de polvo fue llevada por el viento sobre ellos justo cuando Mario lideraba la ofensiva. Siguiendo el plan, los hombres de Mario atacaron por las alas, llevándose la mayor parte del crédito de la victoria pero enemistando a Cátulo con su comandante. Es decir, Mario imitó la táctica que uso Aníbal en Cannas. Según Sila, el calor afectaba sobremanera a los cimbrios, pueblo acostumbrado al frío, haciéndolos sudar y el brillo del sol les llegaba directamente a sus caras, obligándolos a levantar sus escudos para no quedar cegados. El polvo ayudó a los soldados romanos a no ver la inmensa horda a la que se enfrentaban, impidiendo que se atemorizaran. La caballería cimbria fue empujada contra sus propios hombres y la línea de infantería empezó a quebrarse al comprobar la superior posición que escogieron los romanos.

## Consecuencias

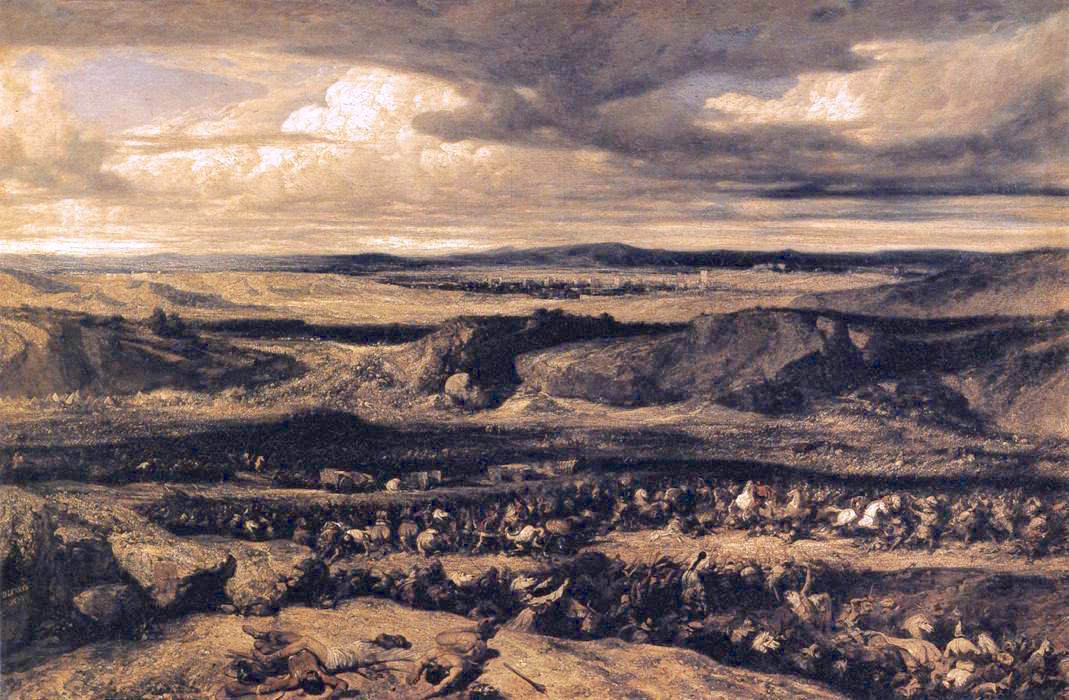
Alexandre-Gabriel Decamps, La derrota de los cimbrios, 1833.

El resultado de la batalla es que murieron la mayoría de los guerreros y los pocos supervivientes huyeron de vuelta a su campamento. Llegaron a sus carromatos, donde los asesinaron sus mujeres vestidas de negro, algunos hombres se lanzaron contra los cuernos del ganado para morir. Las mujeres dieron una batalla casi más dura que sus varones, con lanzas y hachas, prefirieron morir combatiendo a los romanos que atacaban el campamento, que era un círculo formado por los carromatos.
Viendo todo perdido, se suicidaron cortándose la garganta o arrojándose bajo las ruedas de los carros o las patas del ganado. Algunas amarraron cuerdas a los caballos y a sus cuellos, cuando azuzaron a las bestias eran arrastradas y ahorcadas. También usaban sus trenzas para colgarse de árboles después de estrangular a los niños. Otras simplemente se arrojaron sobre sus espadas.
Los cimbrios fueron destruidos. Según Plutarco, en el campo quedaron 60 000 cadáveres de los invasores en la zona y otro tanto fue capturado. Tito Livio habla de 160 000 muertos y 60 000 prisioneros. Paulo Orosio 140 000 muertos y 60 000 prisioneros, cifra seguida por Flavio Eutropio. Veleyo Patérculo dice 100 000 muertos y prisioneros. Lucio Aneo Floro 65 000 caídos. Murieron los reyes Boiorix y Lugius y son capturados Claodicus y Caesorix. Estudios modernos hablan de 100 000 muertos y 20 000 guerreros y 60 000 no combatientes capturados. Apenas 2000 lograron escapar a la tierra de la tribu salassi, que vivía en el valle alpino de Durias o Dora Baltea, actualmente llamado valle de Aosta. Cruzaron los montes por el paso Lugdunum pero después tuvieron que enfrentar a los alóbroges y sécuanos. Se establecieron en la unión de los ríos Mosa y Sambre para unirse a los aduáticos. Probablemente, muchos de los hijos de los esclavizados participaron en la tercera guerra servil.

Maria fué considerado como el verdadero vencedor. Era muy justo. En cuando á la superioridad de rango, mandaba en jefe en aquel gran dia: tenia sobre su colega la incontestable superioridad del talento y de la experiencia militar: además, y sobre todo, la segunda victoria, la de Vercela, sólo habia sido posible gracias á la primera, la de Aquae Sextiae (sic).

Los romanos dicen haber sufrido 300 muertos. Estimaciones posteriores elevan la cifra a un millar. Mario y Cátulo celebraron un triunfo, sin embargo, ambos estaban enemistados, disputando el mérito de la victoria y por razones ideológicas. A pesar de decir que había matado diez veces más enemigos que Mario y haber capturado 31 estandartes y Mario solamente 2, el pueblo le dio el crédito a Mario por su mayor talento, rango y experiencia, porque era el general en jefe el día de la batalla, por haber vencido antes a los teutones y por afinidad a su origen más humilde. Mario incrementó todavía más su popularidad cuando otorgó la ciudadanía a todos los aliados itálicos que lucharon en la batalla.

Así, los más [el pueblo] le apellidaban tercer fundador de Roma [a Mario], por no haber sido este peligro, vencido ahora, inferior en nada al de los Galos; y sacrificando en sus casas con sus mujeres y sus hijos, ofrecían las primicias del banquete y de la libación a los Dioses y Mario a un mismo tiempo, juzgando que a él sólo debían decretarse uno y otro triunfo.

Un tercer ejército, los tigurinos, que debía cruzar por el otro lado de los Alpes (este), enterado de la derrota de sus aliados, dio media vuelta y volvió a su hogar saqueando todo a su paso.
Las reformas de Mario tuvieron consecuencias enormes para la caída de la República romana. El ejército dejaba de ser un deber de los ciudadanos, algo exclusivo de los propietarios, pobres o ricos, para convertirse en un oficio que practicaban los más pobres y excluidos de la política. Tal medida fue aplaudida masivamente, los propietarios quedaban libres del servicio militar y los más pobres conseguían un empleo remunerado y «una voz en el destino de la República». Estos eran leales a quien les pagaba el sueldo y no a la República. Roma ya no tenía un ejército nacional, ahora surgían milicias privadas guiadas por caudillos capaces de pagarlas, organizarlas y mandarlas. El Senado quedaba limitado a simplemente legitimar su autoridad. La nobleza que lo formaba pudo hacer nada para impedirle a Mario convertir a sus soldados en la nueva base del poder político. Se daba un conflicto entre un grupo de gente que creía que era su derecho de nacimiento el mandar y otro creciente de individuos llegados a altas instancias por su mérito. La República estaba, sin saberlo, herida de muerte.

La nueva águila dada por Mario á las legiones anunciaba ya el Imperio y los Césares [sic].

### Clásicas
Los libros son citados en números romanos y capítulos y párrafos en números indios.
- Diodoro Sículo. Biblioteca histórica. Libro XXXVII. Versión digitalizada en Attalus. Basado en traducción griego-inglés por Andrew Smith, 2013.
- Estrabón. Geografía. Libro VII. Digitalizado por Perseus. Basado en Hans Claude Hamilton, Londres: George Bell & Sons, volumen I, 1903.
- Flavio Eutropio. Compendio de la Historia romana. Digitalizado en Tertullian. Basado en traducción latín-inglés por John Selby Watson, Londres: George Bell and Sons, 1886, pp. 401-505. Digitalizado en latín por The Latin Library. Véase libro V.
- Julio Obsecuente. Libro de los Prodigios. Digitalizado en Google Books. Basado en edición latina por Jens Peter Jensen, Copenhague: Books on Demand, 2019. Véase también en The Latin Library.
- Lucio Aneo Floro. Epítome. Digitalizado en inglés por Bill Mayer en UChicago. Véase Libro I. Basado en la obra de 1924, por la Loeb Classical Library, traducción latín-inglés y edición por E. S. Forster. Por fechas, véase también versión digitalizada en 2003 por Livius.org. Basada en The Latin Library corregida con la edición de Paul Jal, Budé-edition, 1984. Traducción latín-inglés por Jona Lendering & Andrew Smith.
- Mestrio Plutarco. Vida de Mario de Vidas paralelas. Digitalizado en Perseus. Basado en la obra de 1920, editada por William Heinemann. Traducción latín-inglés por Bernadotte Perrin, Harvard University Press. En español en Imperium.org.
- Paulo Orosio. Historia contra los paganos. Traducción latín-inglés, introducción y notas por A. T. Fear, 2010, Liverpool University Press,  ISBN 9781846312397. Véase Libro V Archivado el 29 de mayo de 2020 en Wayback Machine.. Versión en latín de Attalus, basada en edición de Karl Friedrich Wilhelm Zangemeister, 1889, Viena, corregida por Max Bänziger.
- Tito Livio. Periocas. Versión digitalizada en 2003 por Livius. Basada en The Latin Library corregida con la edición de Paul Jal, Budé-edition, 1984. Traducción latín-inglés por Jona Lendering & Andrew Smith. Es un índice y resumen de una edición del siglo IV de su obra Ab Urbe condita (hoy mayormente perdida). Véase libros 66-70 Archivado el 4 de octubre de 2018 en Wayback Machine..
- Veleyo Patérculo. Compendio de la Historia romana. Digitalizado en inglés por Bill Mayer en UChicago. Véase Libro II. Basado en la obra de 1924, por la Loeb Classical Library, traducción latín-inglés y edición por Frederick W. Shipley.

### Modernas
- Arbizu, José María (2000). Res publica oppressa: política popular en la crisis de la República (133-44 a.C.). Editorial Complutense. ISBN 9788474915747.
- Cary, Max & H. H. Scullard (1975). History of Rome: Down to the Age of Constantine. Springer. ISBN 9781349024155.
- Delbrück, Hans (1990). History of the Art of War: The barbarian invasion. Tomo II. Westport: University of Nebraska Press. Traducción alemán-inglés por Walter J. Renfroe Jr.. ISBN 978-0-80329-200-0.
- Evans, Richard (2013). Fields of Death: Retracing Ancient Battlefields. Pen and Sword. ISBN 9781473829893.
- Fields, Nic (2023). The Cimbrian War 113-101 BC: The Rise of Caius Marius. Oxford: Osprey. ISBN 9781472854919.
- Fischer, Jon A. "Marius and Trajan: Two Great Roman Strategists". Air command and Staff Coll Maxwell AFB Al, Defense Technical Information Center, abril de 1984, núm. 71.
- Garbolino Boot, Giorgio (2003). L'Italia dei Celti. Ananke. ISBN 9788873250265.
- Herrmann, Joachim (1988). Griechische und lateinische Quellen zur Frühgeschichte Mitteleuropas bis zur Mitte des I. Jahrtausend u.z: Von Hommer bis Plutarch (8.Jh.v.u.z.bis 1.Jh.u.z.). AkademieVerlag. En alemán.
- How, W. W. & H. D. Leigh (2006). A History of Rome to the Death of Caesar. Cosimo. ISBN 9781596055926.
- Kildahl, Phillip Andrew (1968). Caius Marius. Nueva York: Twayne Publishers.
- Mommsen, Theodor (1876). Historia de Roma. Tomo V. Madrid: Francisco Góngora editor. Traducción alemán-español por A. García Moreno. Prólogo y comentarios en la parte relativa a España, por F. Fernández y González.
- Sheppard, Si (2009). César contra Pompeyo. Farsalia. Traducción inglés-español de Eloy Carbó Ros. Barcelona: Osprey Publishing. ISBN 978-84-473-6379-7.
- Strauss, Barry (2009). The Spartacus War. Simon and Schuster. ISBN 9781439158395.
- Telford, Lynda (2014). Sulla: A Dictator Reconsidered. Pen and Sword. ISBN 9781783030484.
- Völkl, Karl (1953). "Wie stark waren die Kimbern bei Vercellae (101 v. Chr.)?". Anzeiger für die Altertumswissenschaft, núm. 6, Universidad de Innsbruck, pp. 253–256.